# Wygorzele (województwo wielkopolskie)
Wygorzele – kolonia w Polsce, położona w województwie wielkopolskim, w powiecie konińskim, w gminie Wilczyn.
Do 2024 r. miejscowość była częścią wsi Zygmuntowo. W latach 1975–1998 Wygorzele administracyjnie należały do województwa konińskiego.